# Cathédrale Saint-Samson de Saint-Pétersbourg
Cette  cathédrale ne doit pas être confondue avec une autre cathédrale de Saint-Pétersbourg.
 D’autres cathédrales portent le nom de cathédrale Saint-Samson.
La cathédrale Saint-Samson (en russe : Сампсониевский собор) est l'un des plus anciens édifices religieux de Saint-Pétersbourg. Elle est située dans le district de Vyborg, dans la banlieue Nord de la ville et donne son nom à la perspective Saint-Samson (Sampsonievski Prospèkt), principale artère du district de Vyborg. On dit que la cathédrale est le lieu où Catherine II de Russie s'est secrètement mariée à Grigori Potemkine en 1774.

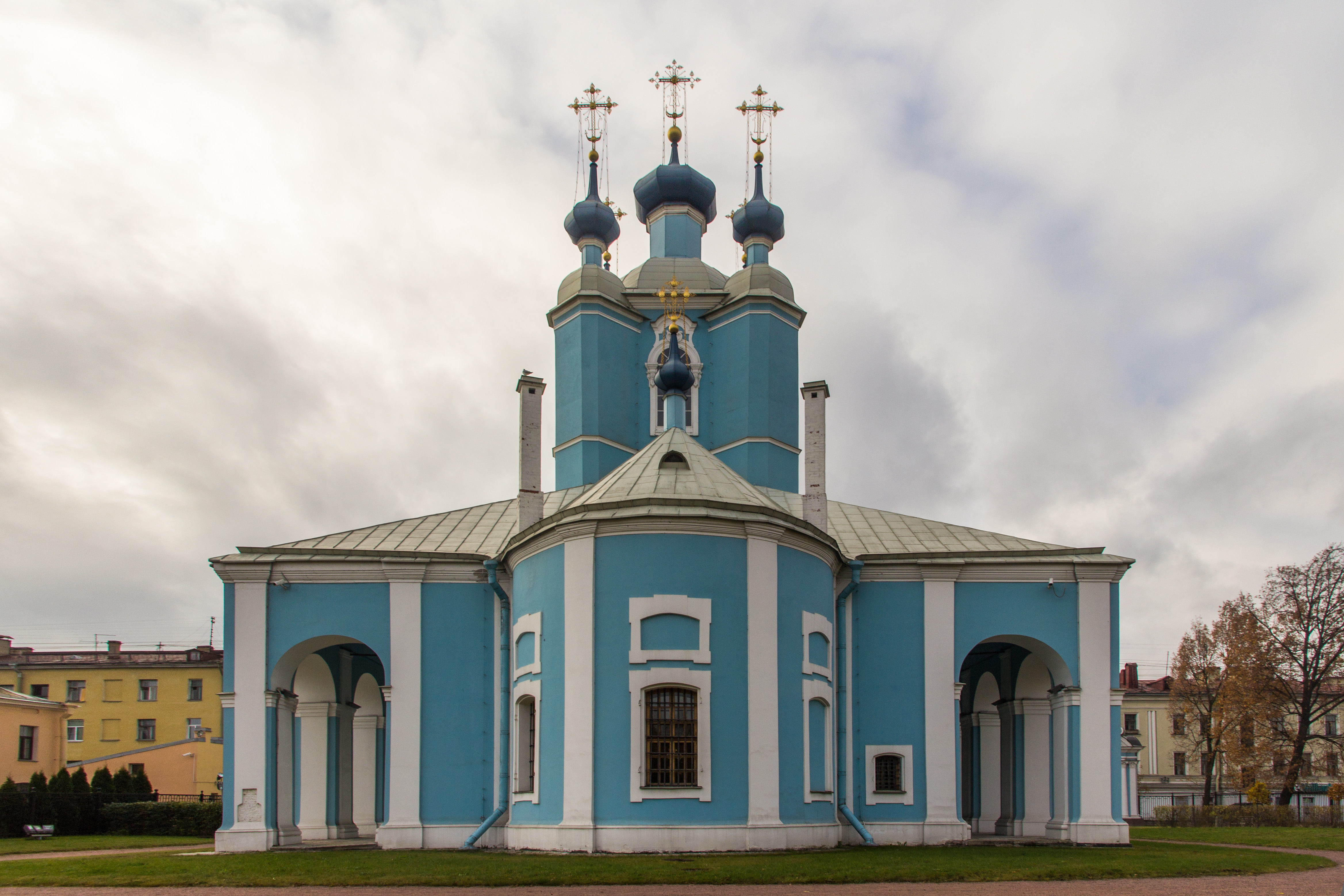
Vue de la cathédrale
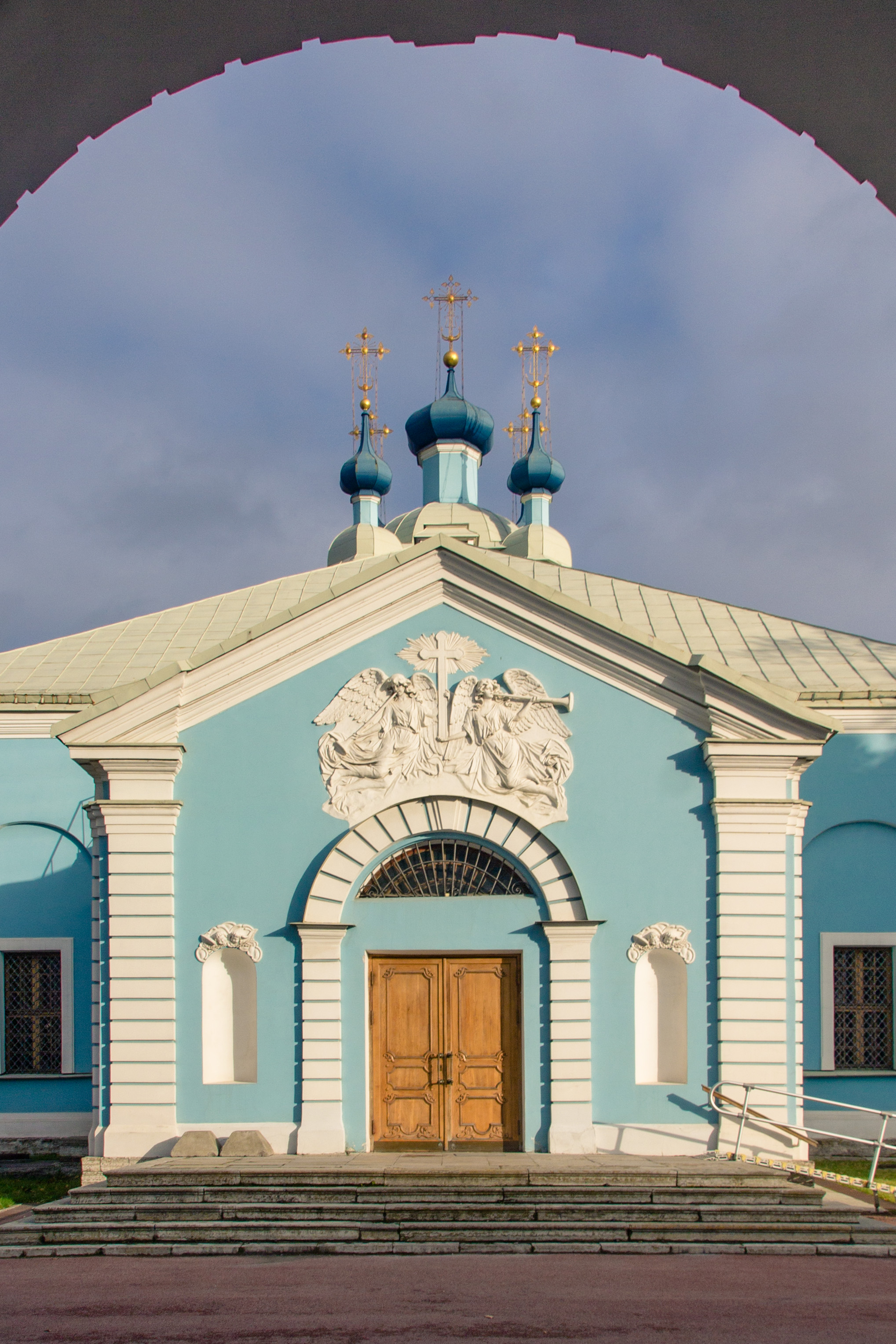
Vue de la cathédrale
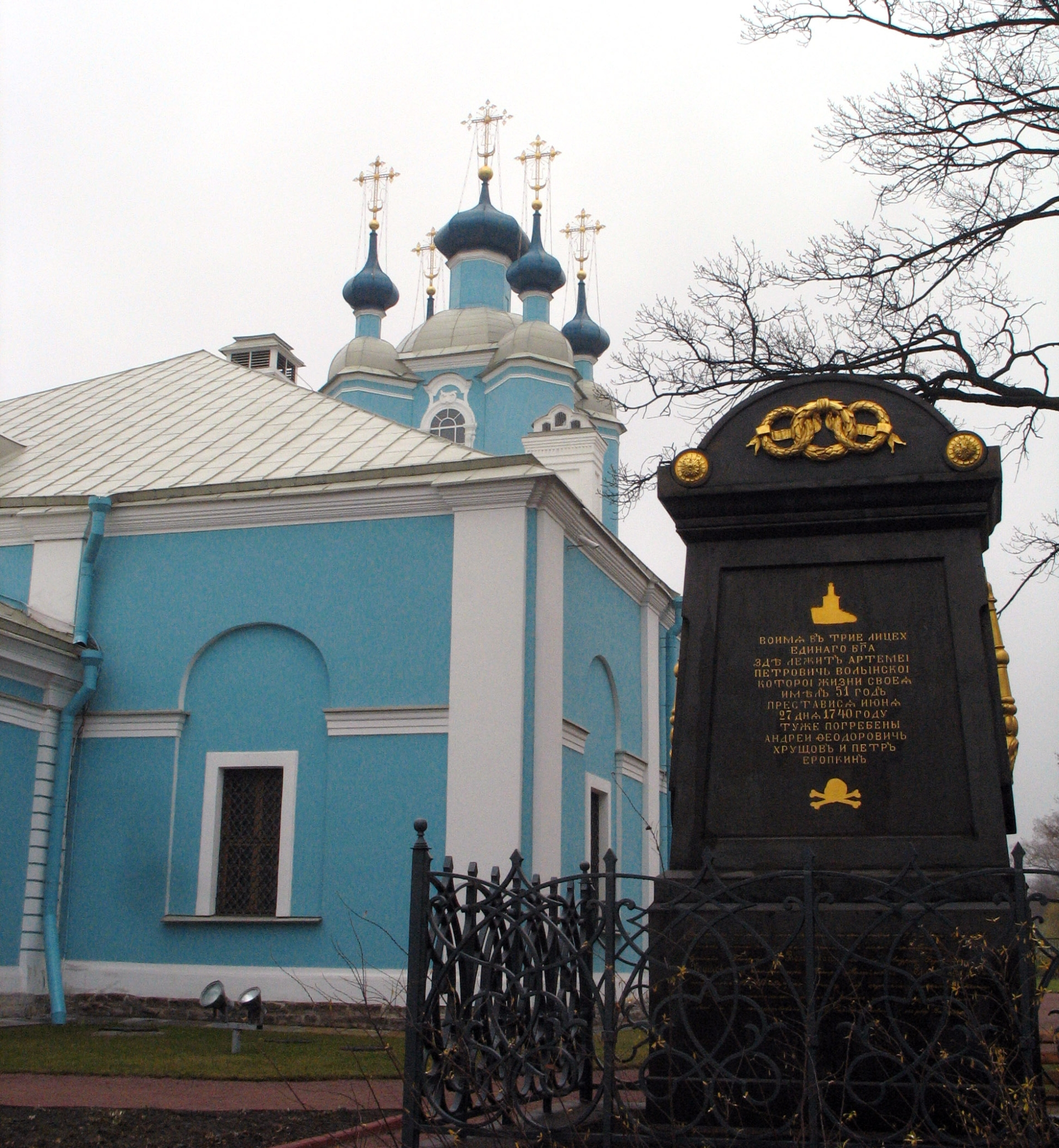
Vue de la cathédrale

## Histoire
La cathédrale se dresse sur le site d'une église en bois existante construite en 1710 en l'honneur de Saint Samson. C'est le jour de la fête consacrée à ce saint que Pierre le Grand a vaincu Charles XII de Suède à la bataille de Poltava. La cathédrale actuelle a été construite sous le règne d'Anne de Russie sur un projet de l'architecte italo-suisse Pietro Antonio Trezzini. Elle fut consacrée en 1740. La construction du clocher est tardive. L'église d'origine n'avait qu'un dôme ; les quatre dômes subsidiaires ont été ajoutés en 1761. 
La cathédrale a été entièrement rénovée et restaurée à l'occasion du 200e anniversaire de la victoire de Poltava. C'est à cette époque que l'église a été élevée au rang de cathédrale (équivalent à une collégiale dans l'Église latine). La paroisse a été dissoute par les Soviétiques dans les années 1930 et le bâtiment a été transformé en entrepôt. Il a été restauré à la fin des années 1970 et rouvert en tant que musée en 2000.